# Microsporum gypseum
Microsporum gypseum är en svampart. Microsporum gypseum ingår i släktet Microsporum och familjen Arthrodermataceae.

## Underarter
Arten delas in i följande underarter:
- vinosum
- gypseum

## Bildgalleri

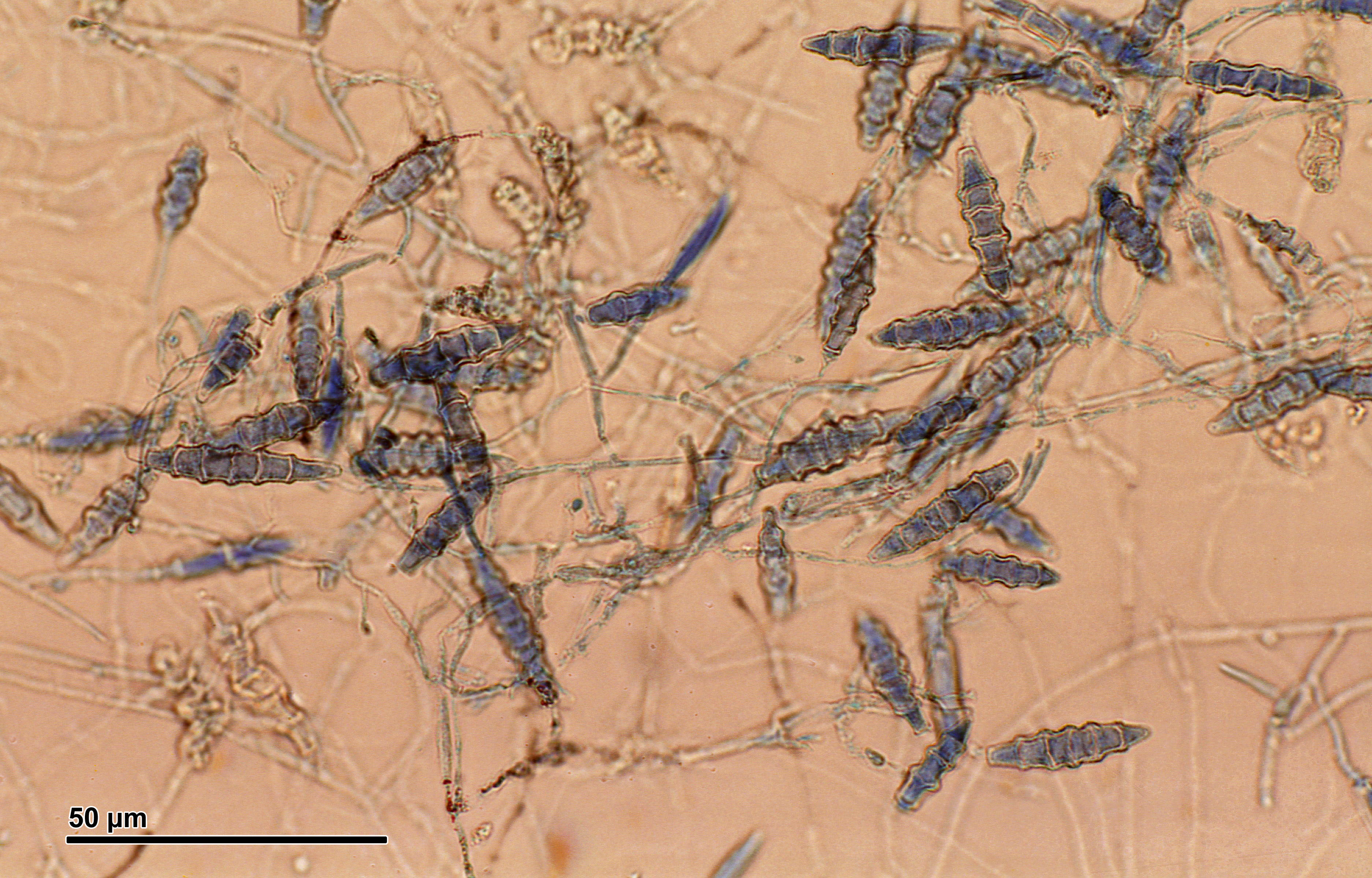
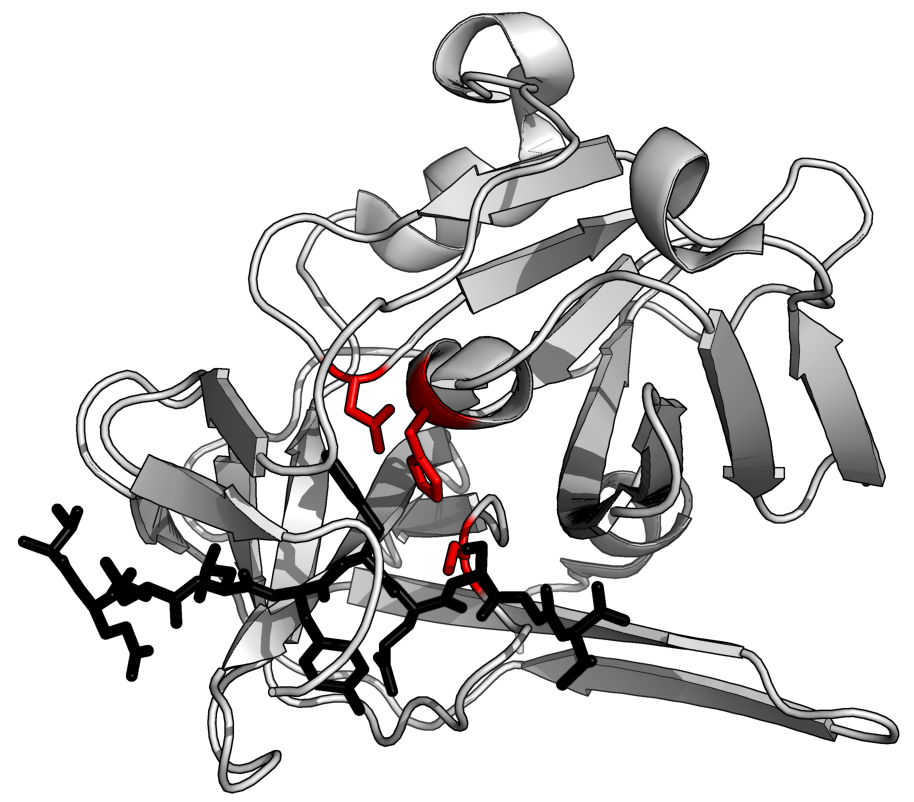